# Carlos de Nevers
Carlos de Borgoña, miembro de la rama Valois-Borgoña, fue un noble francés del siglo XV y conde de Nevers y Rethel.

## Biografía
Era el hijo mayor de Felipe de Borgoña, conde de Nevers y Rethel y su esposa Bona de Artois, su tío paterno fue Juan I de Borgoña sin miedo y su primo Felipe III el bueno.
Según dos colecciones de astrología del siglo XV del médico y astrólogo Simón Belle, que contienen varios horóscopos principescos, nació precisamente el 25 de junio de 1414 en Clamecy.
Su padre falleció en 1415 en la Batalla de Agincourt, y Carlos le sucedió, pero como apenas tenía un año fue puesto bajo la tutela de su madre y luego de su padrastro, el duque de Borgoña Felipe III. Una vez declarado mayor de edad, se acercó al rey Carlos VII de Francia y participó en varias campañas en Normandía (1449-1450) y Guyena (1451-1453).
Hacia el final de la vida de Felipe III, Carlos fue acusado de practicar brujería para causarle la muerte a Carlos, conde de Charolais, y sucederlo como heredero. Para evitar ser capturado y condenado a muerte, huyó a la corte francesa donde murió poco después.
Su cuerpo fue trasladado de vuelta a Nevers y enterrado por petición propia, en la Catedral de Saint-Cyr, donde descansa hasta la actualidad.
Habiendo fallecido sin hijos legítimos, le sucedió su hermano Juan de Borgoña.

## Matrimonio y descendencia
Se casó con el 11 de junio de 1456 con María de Albret (f. 1486), hija del señor Carlos II de Albret y de Ana de Armagnac. No nacieron hijos de este matrimonio.
De su relación con Yolanda de Longon, nació una hija ilegítima, Adriana de Nevers, a la que legitimó en 1463, la cuál se casó con Claudio de Rochefort el 10 de mayo de 1466 en Mézières.